# Jörn Kaminke
Jörn Kaminke (22 marzo 1955) è un ex calciatore tedesco, di ruolo centrocampista.

## Biografia
Anche il fratello Wolfram è stato un calciatore.

## Carriera
Kaminke inizia la carriera nell'Hassia Bingen per poi passare nel 1978 al Pirmasens.
Nella stagione 1979-1980 passa al Kaiserslautern, con cui ottiene il terzo posto finale in campionato. Nello stesso anno raggiunge con i diavoli rossi i quarti di finale della Coppa UEFA 1979-1980, giocandovi 4 incontri e segnando due reti.
Il campionato seguente è chiuso al quarto posto, mentre il cammino in Coppa UEFA, ove non fu impiegato, si interruppe ai sedicesimi di finale. Il Kaiserslautern in quella stagione raggiunse inoltre la finale della DFB-Pokal 1980-1981, persa contro l'Eintracht Francoforte, partita in cui però Kaminke non venne impiegato.
Dopo un biennio all'Hassia Bingen e un nuovo passaggio al Pirmasens, nella stagione 1984-1985 gioca con i cadetti del VfR Bürstadt. Con il club di Bürstadt ottenne il diciottesimo posto in campionato, retrocedendo così in Oberliga.
Chiuse poi la carriera agonistica nell'Edenkoben.